# Karbon (logiciel)
Pour les articles homonymes, voir Karbon.
Karbon (anciennement dénommé Karbon 14, Kontour ou KIllustrator) est un éditeur de graphisme vectoriel de la suite Calligra Suite.
Le nom simplifié en Karbon date du 26 février 2012.

## Format de fichiers
- En importation : ODG, SVG, WPG, WMF, EPS/PS
- En exportation : ODG, SVG, PNG, PDF, WMF